# فنیدق (لبنان)
فنیدق (به عربی: فنیدق) یک منطقهٔ مسکونی در لبنان است که در شهرستان عکار واقع شده‌است. فنیدق ۴٫۲۴۶ کیلومتر مربع مساحت و ۸٬۹۳۷ نفر جمعیت دارد و ۱٬۱۵۰ متر بالاتر از سطح دریا واقع شده‌است.